# Szeryf (serial telewizyjny)
Szeryf (ang. The Marshal, 1995) – amerykański serial sensacyjny stworzony przez Daniela Pyne'a i Johna Mankiewicza. Wyprodukowany przez Buffalo Wallet Productions, Western Sandblast i Paramount Television.

## Emisja
Jego światowa premiera odbyła się 31 stycznia 1995 r. na kanale ABC. Ostatni odcinek został wyemitowany 25 grudnia 1995 r. W Polsce serial nadawany był dawniej na kanale TVP1.

## Obsada
- Jeff Fahey jako zastępca szeryfa Winston MacBride (wszystkie 25 odcinków)[1]
- Patricia Harras jako Sally Caulfield-MacBride #1 (11)
- Brion James jako Ollie Mathers (1)
- Kristina Lewis jako Katie MacBride (18)
- Carly McKillip jako Molly MacBride (15)
- Molly Parker jako Teri Sinclair (1)
- William MacDonald jako Cole (3)
- Elizabeth Ruscio jako Sarah Steenburgen (3)
- Dey Young jako Sally Caulfield-MacBride #2 (3)
- Lisa Jane Persky jako Felton (3)
- Miguel Sandoval jako szeryf Lester Villa-Lobos (2)
- Fulvio Cecere jako Tommy (2)
- Bill Dow jako zastępca szeryfa Bill (2)
- Tom McBeath jako szeryf Wade (2)
- Rick Poltaruk jako rowerzysta na wiecu (2)
- Brent Stait jako oficer Harris (2)
- David Stuart jako policjant stanowy (2)
- Ravinder Tor jako Mustafa (2)
- Matthew Walker jako sierż. Dillon (2)
- Yvonne Sciò jako Raffaella (1)
- Deborah Foreman jako Callie Fetter (1)
- Robert Joy jako Thomas Borden (1)
- Brendan Fletcher jako Lincoln 'Link' Fetter (1)
- Matthew Glave jako zastępca Jonathan Tucker (1)
- Chad Willett jako Johnnie (1)
- Ryan Reynolds jako Rick (1)
- Jeremy Radick jako młody Ed Souther (1)
- Doug Abrahams jako detektyw Marty Phipps (1)
- Michele Abrams jako Janice Bratton (1)
- Carolyn Adair jako córka (1)

## Spis odcinków
| N/o            | Tytuł angielski              |
| -------------- | ---------------------------- |
|                |                              |
| SERIA PIERWSZA |                              |
|                |                              |
| 01             | Pilot                        |
|                |                              |
| 02             | Grab the Money and Run       |
|                |                              |
| 03             | The Great Train Robbery      |
|                |                              |
| 04             | The Ballad of Lucas Burke    |
|                |                              |
| 05             | Hitwoman                     |
|                |                              |
| 06             | Protection                   |
|                |                              |
| 07             | The Bounty Hunter            |
|                |                              |
| 08             | Twoslip                      |
|                |                              |
| 09             | Little Odessa                |
|                |                              |
| 10             | Snow Orchid                  |
|                |                              |
| 11             | Natural Law                  |
|                |                              |
| 12             | Unprotected Witness          |
|                |                              |
| 13             | Rainbow Comix                |
|                |                              |
| SERIA DRUGA    |                              |
|                |                              |
| 14             | Buy Hard                     |
|                |                              |
| 15             | The New Marshal              |
|                |                              |
| 16             | The Heartbreak Kid           |
|                |                              |
| 17             | Gone Fishing                 |
|                |                              |
| 18             | Land of Opportunity          |
|                |                              |
| 19             | Pass the Gemelli             |
|                |                              |
| 20             | The Show                     |
|                |                              |
| 21             | Love is Strange              |
|                |                              |
| 22             | Kissing Cousins              |
|                |                              |
| 23             | 65-'95                       |
|                |                              |
| 24             | These Foolish Things         |
|                |                              |
| 25             | Time Off for Clever Behavior |
|                |                              |